# Tennis de table aux Jeux paralympiques d'été de 2016
Navigation
Londres 2012 Tokyo 2020
La compétition de tennis de table aux Jeux paralympiques d'été de 2016 se déroule à Rio de Janeiro. 276 athlètes (174 hommes et 102 femmes) participent à 29 épreuves entre le 8 et le 17 septembre 2016.

## Classification

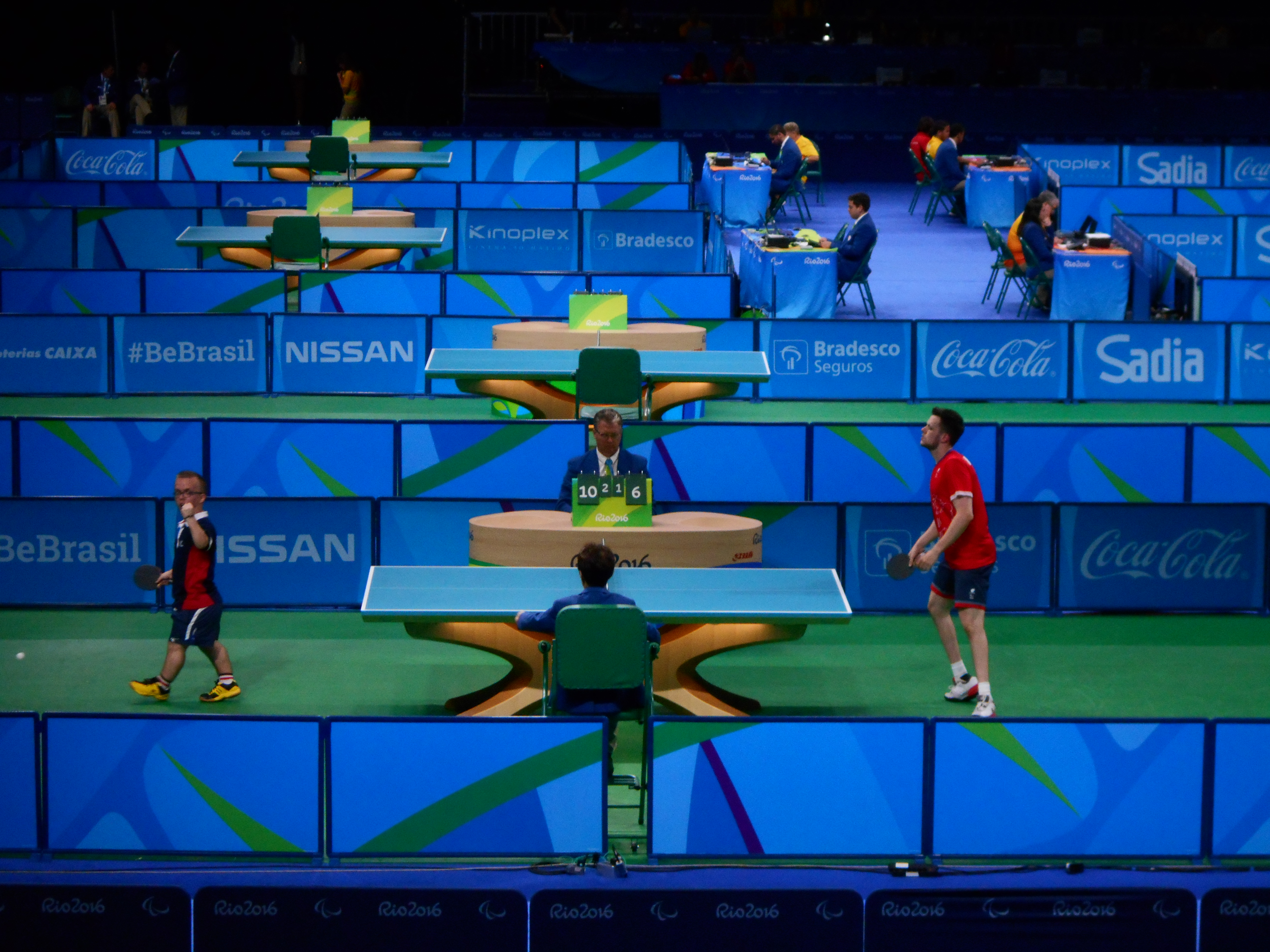
Première phase du tournoi paralympique de tennis de table à Rio le 8 septembre 2016.

## Résultats

### Podiums masculins
| Épreuves                  | Or                                                     | Argent                             | Bronze                                         |
| ------------------------- | ------------------------------------------------------ | ---------------------------------- | ---------------------------------------------- |
| Classe 1                  | Rob Davies                                             | Joo Young-Dae                      | Nam Ki-Won                                     |
| Classe 2                  | Fabien Lamirault                                       | Rafal Czuper                       | Jiri Suchanek                                  |
| Classe 3                  | Feng Panfeng                                           | Thomas Schmidberger                | Florian Merrien                                |
| Classe 4                  | Abdullah Ozturk                                        | Guo Xingyuan                       | Maxime Thomas                                  |
| Classe 5                  | Cao Ningning                                           | Valentin Baus                      | Mitar Palikuća                                 |
| Classe 6                  | Peter Rosenmeier                                       | Alvaro Valera Munoz Vargas         | Rungroj Thainiyom                              |
| Classe 7                  | William John Bayley                                    | Israel Pereira Stroh               | Yan Shuo                                       |
| Classe 8                  | Zhao Shuai                                             | Andras Csonka                      | Piotr Grudzien                                 |
| Classe 9                  | Laurens Devos                                          | Gerben Last                        | Mohamed Amine Kalem                            |
| Classe 10                 | Ge Yang                                                | Patryk Chojnowski                  | Krisztian Gardos                               |
| Classe 11                 | Florian van Acker                                      | Samuel von Einem                   | Peter Palos                                    |
| Par équipes - classe 1-2  | Jean-François Ducay Fabien Lamirault Stéphane Molliens |                                    |                                                |
| Par équipes - classe 3    | Feng Panfeng Zhai Xiang Zhao Ping                      | Thomas Schmidberger Thomas Bruchle | Yuttajak Glinbancheun Anurak Laowong           |
| Par équipes - classe 4-5  | Choi Ilsang Kim Jung-Gil Kim Young Gun                 | Cheng Ming-chih Lin Yen-hung       | Abdullah Ozturk Ali Ozturk Nesim Turan         |
| Par équipes - classe 6-8  | Viktor Didoukh Maxym Nikolenko Mykhaylo Popov          |                                    | William John Bailey Ross Wilson Aaron McKibbin |
| Par équipes - classe 9-10 |                                                        |                                    |                                                |

### Podiums féminins
| Épreuves                  | Or                                             | Argent                             | Bronze                                                        |
| ------------------------- | ---------------------------------------------- | ---------------------------------- | ------------------------------------------------------------- |
| Classe 1-2                | Liu Jing                                       | Seo Su-yeon                        | Giada Rossi                                                   |
| Classe 3                  | Xue Juan                                       | Li Qian                            | Anna-Carin Ahlquist                                           |
| Classe 4                  | Borislava Perić                                | Zhang Miao                         | Nada Matić                                                    |
| Classe 5                  | Zhang Bian                                     | Gu Gai                             | Jung Young-a                                                  |
| Classe 6                  | Sandra Paovic                                  | Stephanie Grebe                    | Maryna Lytovchenko                                            |
| Classe 7                  | Kelly van Zon                                  | Kübra Korkut                       | Kiom Seong-Ok                                                 |
| Classe 8                  | Mao Jingdian                                   | Thu Kamkasomphou                   | Josephine Medina                                              |
| Classe 9                  | Liu Meng                                       | Lei Lina                           | Karolina Pęk                                                  |
| Classe 10                 | Natalia Partyka                                | Yang Qian                          | Bruna Costa Alexandre                                         |
| Classe 11                 | Natalia Kosmina                                | Krystyna Siemieniecka              | Ng Mui Wui                                                    |
| Par équipes - classe 1-3  | Liu Jing Li Qian Xue Juan                      | Anđela Mužinić Helena Dretar Karić | Yoon Ji-yu Seo Su-yeon Lee Mi-gyu                             |
| Par équipes - classe 4-5  | Zhou Ying Zhang Bian Gu Gai                    | Borislava Perić Nada Matić         | Kim Ok Jung Young-a Kang Oejeong                              |
| Par équipes - classe 6-10 | Katarzyna Marszal Natalia Partyka Karolina Pęk | Lei Lina Xiong Guiyan Yang Qian    | Jennyfer Marques Parinos Danielle Rauen Bruna Costa Alexandre |

### Tableau des médailles
| Rang  | Nation             | Or | Argent | Bronze | Total |
| ----- | ------------------ | -- | ------ | ------ | ----- |
| 1     | Chine              | 13 | 7      | 1      | 22    |
| 2     | Pologne            | 2  | 3      | 3      | 8     |
| 3     | France             | 2  | 1      | 2      | 5     |
| 4     | Grande-Bretagne    | 2  | 0      | 1      | 3     |
| 4     | Ukraine            | 2  | 0      | 1      | 3     |
| 6     | Belgique           | 2  | 0      | 0      | 2     |
| 7     | Corée du Sud       | 1  | 3      | 5      | 9     |
| 8     | Serbie             | 1  | 1      | 2      | 4     |
| 9     | Turquie            | 1  | 1      | 1      | 3     |
| 10    | Pays-Bas           | 1  | 1      | 0      | 2     |
| 10    | Croatie            | 1  | 1      | 0      | 2     |
| 12    | Danemark           | 1  | 0      | 0      | 1     |
| 13    | Allemagne          | 0  | 4      | 0      | 4     |
| 14    | Espagne            | 0  | 2      | 0      | 2     |
| 15    | Brésil             | 0  | 1      | 3      | 4     |
| 16    | Hongrie            | 0  | 1      | 1      | 2     |
| 16    | Suède              | 0  | 1      | 1      | 2     |
| 18    | Australie          | 0  | 1      | 0      | 1     |
| 18    | Chinese Taipei     | 0  | 1      | 0      | 1     |
| 20    | Italie             | 0  | 0      | 2      | 2     |
| 20    | Thaïlande          | 0  | 0      | 2      | 2     |
| 22    | Autriche           | 0  | 0      | 1      | 1     |
| 22    | Philippines        | 0  | 0      | 1      | 1     |
| 22    | Hong Kong          | 0  | 0      | 1      | 1     |
| 22    | République tchèque | 0  | 0      | 1      | 1     |
| Total | Total              | 29 | 29     | 29     | 87    |